# کیلی نئوشول
کیلی نئوشول (انگلیسی: Kiley Neushul؛ زادهٔ ۵ مارس ۱۹۹۳) بازیکن واترپلو اهل ایالات متحده آمریکا است.
وی در مسابقات کشوری و بین‌المللی در مجموع برندهٔ ۶ مدال طلا شده‌است.